# Giordano Cinquetti
Giordano Cinquetti (Verona, 15 luglio 1953) è un allenatore di calcio ed ex calciatore italiano, di ruolo centrocampista.

## Carriera

### Giocatore
Attaccante laterale in grado di svariare su entrambe le fasce, cresce nel Verona, squadra della sua città, senza riuscire ad imporsi in prima squadra (2 sole presenze in A in 3 stagioni), e viene quindi ceduto al Rimini. In Romagna resta tre stagioni, contribuendo con 9 reti alla promozione dei biancorossi in Serie B nella stagione 1975-1976. 

Cinquetti all'Udinese nel 1980-1981

Torna quindi in massima serie con la maglia del Perugia, con cui disputa una stagione andando a segno in 7 occasioni, tutte nel girone di ritorno, risultando il secondo cannoniere degli umbri dopo Franco Vannini e contribuendo attivamente al sesto posto finale.
A fine stagione passa al Pescara all'esordio assoluto in Serie A, scendendo in campo in 13 occasioni senza mai andare a rete; si impone quindi come titolare (31 presenze e 4 reti) nella stagione 1978-1979 che vede l'immediato ritorno in A degli abruzzesi, mentre nell'annata 1979-1980 le sue 4 reti in 21 incontri non sono sufficienti per evitare ai biancazzurri l'ultimo posto finale.
Nella sessione autunnale del calciomercato del 1980 torna quindi in massima serie passando all'Udinese, dove in 15 presenze non troverà mai la via del gol: passa quindi al Lecce in Serie B, per proseguire la carriera nelle serie minori con le maglie di Rimini (in due diversi periodi), Campania, Sorrento e Lecco.
In carriera ha totalizzato complessivamente 76 presenze e 11 reti in Serie A e 59 presenze e 8 reti in Serie B.

### Allenatore
Nella stagione 1996-1997 ha allenato la Juniores del San Marino, con cui ha anche vinto il campionato; nella stagione 1997-1998 e nelle prime 13 partite della stagione 1998-1999 allena invece la prima squadra del San Marino. In seguito siede anche sulla panchina del Bellaria (con cui nella stagione 1998-1999 vince un campionato di Eccellenza) e per una stagione (la 2002-2003) su quella del Baracca Lugo.
Dal 2003 al 2006 allena la Berretti del San Marino, mentre nella stagione 2008-2009 allena il Verucchio in Serie D; successivamente, dalla stagione 2009-2010 alla stagione 2013-2014 allena poi nelle giovanili del Rimini.

## Palmarès

### Giocatore

#### Competizioni nazionali
- Campionato Riserve 1972-73 Hellas Verona
- Campionato italiano Serie C: 1

Rimini: 1975-1976 (girone B)

### Allenatore

#### Competizioni regionali
- Eccellenza: 1

Bellaria: 1998-1999

#### Competizioni giovanili
- Campionato Juniores Dilettanti: 1

San Marino: 1996-1997